# Vlastimil Mařinec
Vlastimil Mařinec (* 9. ledna 1957) je bývalý československý atlet, který se věnoval trojskoku a skoku do dálky.
V roce 1983 skončil v Helsinkách na prvním ročníku mistrovství světa v atletice na pátém místě (17,13 m). Šestý zde mj. byl Ján Čado . O rok později získal stříbrnou medaili na halovém mistrovství Evropy v Göteborgu.

## Osobní rekordy
- trojskok (hala) – (17,16 – 3. březen 1984, Göteborg)
- trojskok (venku) – (17,21 – 4. červen 1983, Bratislava)